# Роджер Блек
Роджер Блек  (англ. Roger Black, 31 березня 1966) — британський легкоатлет, олімпійський медаліст.

## Виступи на Олімпіадах
| Олімпіада      | Дисципліна              | Місце     |
| -------------- | ----------------------- | --------- |
| Барселона 1992 | біг на 400 метрів       | 5 h2 r3/4 |
| Барселона 1992 | естафета 4 x 400 метрів | 3         |
| Атланта 1996   | біг на 400 метрів       | 2         |
| Атланта 1996   | естафета 4 x 400 метрів | 2         |